# أحمد إدريس (لاعب كرة قدم)
أحمد إدريس مواليد 5 أبريل 1982 في حلب، هو لاعب كرة قدم سوري يلعب مع نادي اليرموك في مركز الوسط.

## المسيرة الاحترافية

### أندية لعب لها
- نادي الحرية (سوريا)
- النادي العربي (الأردن)
- نادي الحسين (الأردن)
- نادي اليرموك (الأردن)
- نادي كفرسوم
- نادي منشية بني حسن